# Vegard Stake Laengen
Vegard Stake Laengen (Fredrikstad, 7 februari 1989) is een Noors wielrenner die sinds 2017 rijdt voor UAE Team Emirates. Zijn tweelingbroer Øystein is eveneens wielrenner, maar heeft de stap naar de profs niet gemaakt.
In de wegwedstrijd op de Olympische Spelen in Rio de Janeiro werd Laengen vijftigste, op twintig minuten van winnaar Greg Van Avermaet.
Laengen verliet de Ronde van Frankrijk van 2022 nadat hij positief testte op COVID-19.

## Belangrijkste overwinningen
2010
Eindklassement Giro della Regione Friuli Venezia Giulia
2012
5e etappe Tour de Beauce
2015
3e etappe Ronde de l'Oise
3e etappe Ronde van de Elzas
Eindklassement Ronde van de Elzas
2018
 Noors kampioen op de weg, Elite

## Resultaten in voornaamste wedstrijden
| Jaar | Ronde van Italië | Ronde van Frankrijk | Ronde van Spanje |
| ---- | ---------------- | ------------------- | ---------------- |
| 2012 |                  |                     |                  |
| 2013 |                  |                     |                  |
| 2014 |                  |                     |                  |
| 2015 |                  |                     |                  |
| 2016 | 83e              |                     | 81e              |
| 2017 |                  | 127e                |                  |
| 2018 | 102e             |                     | 107e             |
| 2019 |                  | 107e                |                  |
| 2020 |                  | 82e                 |                  |
| 2021 |                  | 112e                |                  |
| 2022 |                  | opgave              |                  |
| 2023 |                  | 102e                |                  |
| 2024 | 75e              |                     |                  |
| 2025 |                  |                     |                  |

| Jaar | Milaan-San Remo | Gent-Wevelgem | Ronde van Vlaanderen | Parijs-Roubaix | Amstel Gold Race | Luik-Bast.‑Luik | Ronde van Lombardije | Waalse Pijl | Parijs-Tours |  | WK op de weg |  | Wereldranglijsten |
| ---- | --------------- | ------------- | -------------------- | -------------- | ---------------- | --------------- | -------------------- | ----------- | ------------ |  | ------------ |  | ----------------- |
| 2012 | opgave          |               |                      |                |                  | 95e             |                      | 76e         | 58e          |  |              |  |                   |
| 2013 |                 |               |                      | 93e            |                  |                 |                      |             |              |  |              |  |                   |
| 2014 |                 |               |                      | opgave         |                  |                 |                      |             | opgave       |  |              |  |                   |
| 2015 |                 |               |                      |                |                  |                 |                      |             |              |  | 72e          |  |                   |
| 2016 |                 |               | 70e                  |                | 76e              | 129e            | opgave               | 160e        |              |  | opgave       |  | 188e (UWT)        |
| 2017 | 135e            |               | opgave               |                |                  |                 |                      |             |              |  | 75e          |  | 146e (UWT)        |
| 2018 |                 |               |                      |                |                  |                 |                      |             |              |  | 43e          |  |                   |
| 2019 |                 | 72e           | 121e                 | opgave         |                  |                 |                      |             | opgave       |  | opgave       |  |                   |
| 2020 |                 | 89e           | opgave               |                |                  |                 |                      |             |              |  | opgave       |  |                   |
| 2021 |                 |               | 105e                 | opgave         |                  | 132e            |                      |             |              |  | 34e          |  |                   |
| 2022 |                 |               | opgave               |                |                  | 112e            |                      | 133e        |              |  |              |  |                   |
| 2023 |                 | opgave        | 69e                  | 44e            |                  | opgave          |                      | opgave      |              |  |              |  |                   |
| 2024 |                 |               | opgave               |                |                  |                 |                      |             | 61e          |  |              |  |                   |
| 2025 | 169e            |               |                      |                |                  | opgave          |                      | opgave      |              |  |              |  |                   |

## Ploegen
- 2008 –  Team Trek Adecco (stagiair vanaf 1 augustus)
- 2009 –  Joker Bianchi
- 2010 –  Joker Bianchi
- 2011 –  Joker Merida
- 2012 –  Team Type 1-Sanofi
- 2013 –  Bretagne-Séché Environnement
- 2014 –  Bretagne-Séché Environnement
- 2015 –  Team Joker
- 2016 –  IAM Cycling
- 2017 –  UAE Team Emirates[1]
- 2018 –  UAE Team Emirates
- 2019 –  UAE Team Emirates
- 2020 –  UAE Team Emirates
- 2021 –  UAE Team Emirates
- 2022 –  UAE Team Emirates
- 2023 –  UAE Team Emirates
- 2024 –  UAE Team Emirates
- 2025 –  UAE Team Emirates

Antomarchi · Bazzana · Bertogliati · Bodrogi · Bowden · Calabria · Callegarin · Colli · Cusin · Dugan · El Fares · Eldridge · Fortin · Ilešič · Jefimkin · Kocjan · Laengen · Mejías · Preidler · Reijnen · Rosskopf · Serebrjakov · Verschoor · Lozano (stagiair)
Bideau · Corbel · Delpech · Dion · Duret · Fonseca · Gérard · Guillou · Jarrier · Koretzky · Laengen · Le Montagner · Lequatre · Malacarne · Périchon · Sepúlveda · Vachon · Kudus (stagiair) · Seigneur (stagiair)
Bideau · Corbel · Delaplace · B. Feillu · R. Feillu · Fonseca · Gérard · Guillou · Jarrier · Koretzky · Laborie · Laengen · Le Montagner · Périchon · Sepúlveda · Vachon · Bonnamour (stagiair) · Journiaux (stagiair) · Ledanois (stagiair)
Borgersen · Eiking · Hoelgaard · Hoem · Jansen · Korsæth · Laengen · Lindau · Lunke · Skaarseth · Stien · Wilson · Halvorsen (stagiair)
Aregger · Brändle · Chevrier · Clement · Coppel · Denifl · Devenyns · Elmiger · Enger · Frank · Fumeaux · Haussler · Hollenstein · Howard · Kluge · Laengen · Lang · Naesen · Pantano · Pellaud · Pelucchi · Reynés · Saramotins · Tanner · Vangenechten · Warbasse · Wyss · Zaugg
Aït el Abdia · Atapuma · Bono · Consonni · Conti · Costa · Đurasek · Ferrari · Ganna · Guardini · Kump · Laengen · Marcato · Meintjes · Mirza · Modolo · Mohorič · Mori · Niemiec · Petilli · Polanc · Ravasi · Swift · Troia  · Ulissi · Zurlo · Lizde (stagiair) · Raboesjenka (stagiair) · Romano (stagiair)
Aït el Abdia · Aru · Atapuma · Bono · Bystrøm · Consonni · Conti · Costa · Đurasek · Ferrari · Ganna · Kristoff  · Laengen · Marcato · Martin · Mirza · Mori · Niemiec · Petilli · Polanc · Ravasi · Raboesjenka · Sutherland · Swift · Troia  · Ulissi
Aru · Bohli · Bystrøm · Consonni · Conti · Costa · Đurasek · Ferrari · Gaviria · Henao · Kristoff · Laengen · Marcato · Martin · Mirza · Molano · Mori · Muñoz · I. Oliveira · R. Oliveira · Petilli · Philipsen · Pogačar · Polanc · Ravasi · Raboesjenka · Sutherland · Troia  · Ulissi
Ardila · Aru · Bjerg · Bohli · Bystrøm · Conti · Costa · Covi · De la Cruz · Dombrowski · Formolo · Gaviria · Henao · Kristoff · Laengen · Marcato · McNulty · Mirza · Molano · Muñoz · I. Oliveira · R. Oliveira · Philipsen · Pogačar · Polanc · Ravasi · Raboesjenka · Richeze · Troia · Ulissi
Ardila · Ayuso (vanaf 15 juni) · Bjerg · Bystrøm · Conti · Costa · Covi · De la Cruz · Dombrowski · Fisher-Black (vanaf 14 juli) · Formolo · Gaviria · Gibbons · Hirschi · Kristoff · Laengen · Majka · Marcato · McNulty · Mirza · Molano · Muñoz · I. Oliveira · R. Oliveira · Pogačar · Polanc · Raboesjenka · Richeze · Trentin · Troia · Ulissi· Groß (stagiair)
Ackermann · Almeida · Ardila · Ayuso · Bennett · Bjerg · Brunel (tot 2/6) · Costa · Covi · Fisher-Black · Formolo · Gaviria · Gibbons · Groß · Hirschi · Hodeg · Laengen · Majka · McNulty · Mirza · Molano · I. Oliveira · R. Oliveira · Pogačar · Polanc · Richeze · Soler · Suter · Trentin · Troia · Ulissi · Andersen (stagiair) · Kluckers (stagiair) · Knight (stagiair)
Ackermann · Almeida · Ayuso · Bax · Bennett · Bjerg · Christen (vanaf 1/8) · Covi · Fisher-Black · Formolo · Gibbons · Groß · Großschartner · Hirschi · Hodeg · Laengen · Majka · McNulty · Molano · Novak · I. Oliveira · R. Oliveira · Pogačar · Polanc (tot 15/5) ·  Soler · Trentin · Ulissi · Vine · Vink · Wellens · Yates · Glivar (stagiair)
Almeida · Arrieta · Ayuso · Baroncini · Bax · Bjerg · Christen · Covi · del Toro · Fisher-Black · Großschartner · Hirschi · Hodeg · Laengen · Majka · McNulty · Molano · Morgado · Novak · I. Oliveira · R. Oliveira · Pogačar · Politt · Sivakov · Soler · Ulissi · Vine · Vink · Wellens · Yates